# Topsfield (Maine)
Topsfield es un pueblo ubicado en el condado de Washington en el estado estadounidense de Maine. En el Censo de 2010 tenía una población de 237 habitantes y una densidad poblacional de 1,65 personas por km².

## Geografía
Topsfield se encuentra ubicado en las coordenadas 45°26′36″N 67°46′20″O / 45.44333, -67.77222. Según la Oficina del Censo de los Estados Unidos, Topsfield tiene una superficie total de 143.27 km², de la cual 129.73 km² corresponden a tierra firme y (9.45%) 13.54 km² es agua.

## Demografía
Según el censo de 2010, había 237 personas residiendo en Topsfield. La densidad de población era de 1,65 hab./km². De los 237 habitantes, Topsfield estaba compuesto por el 99.16% blancos, el 0% eran afroamericanos, el 0.42% eran amerindios, el 0% eran asiáticos, el 0% eran isleños del Pacífico, el 0.42% eran de otras razas y el 0% pertenecían a dos o más razas. Del total de la población el 0% eran hispanos o latinos de cualquier raza.